# 3. volilna enota (Slovenija)
3. volilna enota je volilna enota v Sloveniji, ki obsega območja občin: Cerknica, Ljubljana Center, Ljubljana Vič-Rudnik, Ljubljana Šiška, Logatec, Vrhnika; sedež enote je v Ljubljana Centru.
Enota je razdeljena na 11 volilnih okrajev:
- 1. volilni okraj: občina Cerknica, ki obsega območje krajevnih skupnosti: Begunje pri Cerknici, Cajnarje-Žilce, Grahovo pri Cerknici, Nova vas, Rakek, J. Petrovčič Cerknica, Loška dolina in občina Logatec, ki obsega območje krajevnih skupnosti: Naklo- Logatec]], Hotedršica, Laze, Rovte, Trate, Vrh nad Rovtami, Tabor-Logatec (sedež: Logatec);
- 2. volilni okraj: občina Vrhnika, ki obsega območje krajevnih skupnosti: Bevke, Blatna Brezovica, Dragomer-Lukovica, Drenov Grič, Log pri Brezovici, Podlipa, Sinja Gorica, Stara Vrhnika, Velika Ligojna, Zaplana, Breg, Center, Borovnica, Verd, Vas (sedež: Vrhnika);
- 3. volilni okraj: del občine Ljubljana Vič-Rudnik, ki obsega območje krajevnih skupnosti: Velike Lašče, Rob, Turjak, Želimlje, Golo, Iška vas, Pijava Gorica, Rakitna, Škofljica, Ig, Tomišelj, Preserje, Vnanje Gorice, Barje, Notranje Gorice (sedež: Ljubljana Vič-Rudnik);
- 4. volilni okraj: del občine Ljubljana Vič-Rudnik, ki obsega območje krajevnih skupnosti: Peruzzi, Rudnik, Zeleni log, Galjevica, Krim, Trnovo, Rakova jelša, Lavrica (sedež: Ljubljana Vič-Rudnik);
- 5. volilni okraj: del občine Ljubljana Vič-Rudnik, ki obsega območje krajevnih skupnosti: Kolezija, Murgle, Stane Sever, Malči Belič, Vrhovci, Vič (sedež: Ljubljana Vič-Rudnik);
- 6. volilni okraj: del občine Ljubljana Vič-Rudnik, ki obsega območje krajevnih skupnosti: Brezovica, Kozarje, Brdo, Črni Vrh, Dobrova, Horjul, Polhov Gradec, Rožna dolina, Milan Česnik (sedež: Ljubljana Vič-Rudnik);
- 7. volilni okraj: občina Ljubljana Center, ki obsega območje krajevnih skupnosti: Gradišče, Trg osvoboditve, Ajdovščina, Kolodvor, Poljane, Prule, Stara Ljubljana, Stari Vodmat, Tabor, Nove Poljane, Ledina, Josip Prašnikar (sedež: Ljubljana Center);
- 8. volilni okraj: del občine Ljubljana Šiška, ki obsega območje krajevnih skupnosti: Milan Majcen, Hinko Smrekar, Na jami, Zgornja Šiška, dr. Petra Držaja, Ljubo Šercer, Komandanta Staneta I (sedež: Ljubljana Šiška);
- 9. volilni okraj: del občine Ljubljana Šiška, ki obsega območje krajevnih skupnosti: Komandanta Staneta II, Koseze, Litostroj, Komandanta Staneta III, Dravlje, Podutik (sedež: Ljubljana Šiška);
- 10. volilni okraj: del občine Ljubljana Šiška, ki obsega območje krajevnih skupnosti: Dolomitskega odreda, Bratov Babnik, Šentvid, Vižmarje-Brod, Gunclje-Male Vižmarje (sedež: Ljubljana Šiška);
- 11. volilni okraj: del občine Ljubljana Šiška, ki obsega območje krajevnih skupnosti: Bukovica-Šinkov Turn, Gameljne, Medvode, Pirniče, Smlednik, Stanežiče-Medno, Šmartno Tacen, Trnovec-Topol, Vodice, Preska, Senica, Sora, Vaše-Goričane, Zbilje (sedež: Ljubljana Šiška);